# Ориндж (окръг, Тексас)
Вижте пояснителната страница за други значения на Ориндж.
Окръг Ориндж (на английски: Orange County) е окръг в щата Тексас, Съединени американски щати. Площта му е 984 km², а населението - 84 966 души (2000). Административен център е град Ориндж.